# 스파르타쿠스 (2004년 드라마)
스파르타쿠스(Spartacus)는 미국의 텔레비전 드라마로, 2004년 4월 18일부터 19일까지 2일 밤 연속으로, USA 네트워크에서 방송되었다. 전편 및 후편 2부로 구성되었으며, 방송 시간은 총 174분이다.

## 출연
- 고란 비슈니치 - 스파르타쿠스
- 앨런 베이츠 - 안토니우스 아그리파
- 앵거스 맥페이든 - 마르쿠스 크라수스
- 로나 미트라 - 바리니아
- 이언 맥니스 - 렌툴루스 바티아투스

## 같이 보기
- 제3차 노예전쟁